# Zanglhof
Zanglhof ist ein Ortsteil der Stadt Neunburg vorm Wald im Landkreis Schwandorf in Bayern.

## Geographie
Zanglhof befindet sich im Regierungsbezirk Oberpfalz in Ostbayern und liegt circa acht Kilometer westlich von Neunburg vorm Wald etwa einen Kilometer nördlich der Staatsstraße 2151. Der Hof ist am Südhang des Zanglbergs angesiedelt.

## Geschichte
Der Hof hat seinen Ursprung im Jahr 1868.
Am 23. März 1913 gehörte Zanglhof zur Expositur Fuhrn der Pfarrei Kemnath bei Fuhrn, bestand aus einem Haus und zählte vier Einwohner.
Am 31. Dezember 1990 hatte Zanglhof sechs Einwohner und gehörte zur Expositur Fuhrn der Pfarrei Kemnath bei Fuhrn.

## Kultur und Sehenswürdigkeiten
Auf dem Ramberg nördlich von Zanglhof befinden sich Reste einer mittelalterlichen Graben- und Wallanlageder, der Burgstall Ramberg.